# So Here We Are/Positive Tension
«So Here We Are/Positive Tension» es el doble-A sencillo de la banda estadounidense de indie rock Bloc Party de su primer álbum Silent Alarm. Fue lanzado en el Reino Unido por Wichita Recordings, y alcanzó el puesto número cinco de la lista de sencillos del Reino Unido, la segunda más alta de gráficos único hasta la fecha.

## Listado de canciones
CD, titled So Here We Are/Positive Tension: WEBB076SCD (UK)
1. «So Here We Are»
2. «Positive Tension»
3. «Helicopter» (Sheriff Whitey Mix)

7" vinyl, titled So Here We Are/The Marshals Are Dead: WEBB076S (UK)
1. «So Here We Are»
2. «The Marshals Are Dead»

DVD, titled So Here We Are: WEBB076DVD (UK)
1. «So Here We Are» (audio)
2. «The Marshals Are Dead» (audio)
3. «So Here We Are» (music video)
4. «Tulips» (video)

12" remix vinyl, titled Positive Tension/Price Of Gasoline: Published on Dim Mak (US)
Las ediciones de vinilo de Estados Unidos de "Silent Alarm" incluyen un bono de 12 "disco de vinilo titulado "Positive Tension/Price Of Gasoline". Contenía remixes de "Positive Tension" y "Price Of Gasoline". Blackbox remix de "Positive Tension" y el remix de Automato de "Price Of Gasoline"que luego se incluirán en el álbum de remixes "Silent Alarm Remixed".
1. «Positive Tension» (Blackbox Remix)
2. «Positive Tension» (Johnny Whitney Remix)
3. «Price Of Gasoline» (Automato Remix)
4. «Price Of Gasoline» (Jus Ske Remix)